# Боривоє Джорджевич
Боривоє Джорджевич (сербохорв. Borivoje Đorđević / Боривоје Ђорђевић, нар. 2 серпня 1948, Белград) — югославський футболіст, що грав на позиції півзахисника.
Виступав, зокрема, за клуби «Партизан» та «Панатінаїкос», а також національну збірну Югославії.

## Клубна кар'єра
У дорослому футболі дебютував 1965 року виступами за команду «Партизан», в якій провів десять сезонів, взявши участь у 194 матчах чемпіонату. У своєму першому сезоні він був у складі Белграда у фіналі Кубка європейців 1965/66 , де вони поступилися 2-1 мадридському Реалу .
1976 року Джорджевич відправився за кордон і приєднався до грецького «Панатінаїкоса». У сезоні 1976/77 Джорджевич став з командою чемпіоном Греції, а також виграв Кубок Греції, обігравши у фіналі ПАОК з рахунком 2:1. Крім того в кінці того ж року Джорджевич з афінським клубом здобув Балканський кубок, обігравши у фіналі «Славію» з Софії з рахунком 2:1, хоча в цьому матчі югослав участі не брав. По ходу сезону 1977/78 зиушений був покинути клуб через конфлікт.
Завершив ігрову кар'єру у західнонімецькій команді «Айнтрахт» (Трір), за яку виступав протягом 1978—1980 років у Другій Бундеслізі.

## Виступи за збірну
12 листопада 1967 року дебютував в офіційних іграх у складі національної збірної Югославії у відбірковому матчі на чемпіонат Європи 1968 року проти збірної Албанії (4:0) у Белграді.
У складі збірної був учасником чемпіонату Європи 1968 року в Італії, де разом з командою здобув «срібло», але на поле не виходив.
Свою останню гру за збірну провів у товариському матчі в Новому Саді проти Румунії (0:1) 21 квітня 1971 року. Загалом протягом кар'єри в національній команді, яка тривала 5 років, провів у її формі 9 матчів.